# Oleg Gudîmo
Oleg Gudîmo, ortografiat uneori și Oleg Gudymo, (în rusă Олег Андреевич Гудымо) (n. 11 septembrie 1944, orașul Alma-Ata, Kazahstan - d. 8 mai 2024, Tiraspol, Transnistria) a fost un general de securitate și om politic din Transnistria, deputat în Parlamentul regiunii separatiste din partea Partidului "Voința Poporului din Transnistria".

## Biografie
Oleg Gudîmo s-a născut la data de 11 septembrie 1944, în orașul Alma-Ata din republica socialistă sovietică Kazahstan, în familia unui funcționar de etnie rusă. În anul 1962, după absolvirea Școlii secundare nr. 1 din Brest, a devenit student la Facultatea de Transporturi Auto a Institutului Politehnic din Bielorusia. În paralel cu studiile, a lucrat și ca mecanic auto în orașul Minsk.
În octombrie 1965 a fost încorporat pentru satisfacerea serviciului militar obligatoriu într-o unitate de tancuri a Armatei Sovietice. După lăsarea la vatră, în anul 1968, el s-a înscris la Școala Superioară a KGB-ului de pe lângă Sovietul de Miniștri al URSS, ale cărei cursuri le-a absolvit în februarie 1973, specializându-se în jurisprudență. A îndeplinit apoi funcții operative și de comandă în diferite agenții ale Comitetului pentru Securitatea Statului din URSS.
În anul 1984 a absolvit cursurile Institutului "I.V. Andropov" al KGB-ului, devenind expert în țările occidentale. În anul 1988, este transferat în cadrul Ministerului Apărării al URSS-ului, unde a activat ca comandant adjunct de facultate în cadrul Academiei Militare "V.F. Frunze" din Moscova. A fost trecut în rezervă la data de 2 martie 1992, la Moscova.

## Politician al Transnistriei
La data de 5 august 1992, Oleg Gudîmo s-a mutat în auto-proclamata Republică Moldovenească Transnistreană, lucrând în cadrul agenției de știri “Olvia-press” și a serviciului de știri și analiză a Sovietului Suprem al Transnistriei. La 25 august 1992 devine șef de departament, apoi viceministru și prim-viceministru (din 19 noiembrie 1993) al securității naționale al Transnistriei. A îndeplinit această ultimă funcție până în anul 2005, fiind avansat la gradul de general-maior de securitate (cu o stea).
De asemenea, Oleg Gudîmo a devenit la data de 28 decembrie 1992 membru al Comisiei Unificate de Control (CUC) pentru menținerea păcii în zona conflictului armat moldo-transnistrean, îndeplinind această funcție și în prezent.
În anul 2004, Uniunea Europeană l-a inclus pe o listă a transnistrenilor cărora li s-a interzis călătoria în spațiul UE
. Pe baza reexaminării Poziției comune 2004/179/PESC, la data de 25 februarie 2008, Consiliul Uniunii Europene a considerat că este oportun ca numele său să rămână în continuare pe lista persoanelor indezirabile în țările UE .
La alegerile parlamentare din decembrie 2005, Oleg Gudîmo a fost ales ca deputat în "Sovietul Suprem" al auto-proclamatei Republici Moldovenești Nistrene și a devenit președinte al Comitetului parlamentar de securitate. În aprilie 2007, Comitetul pentru Securitate, Apărare și Menținerea Păcii a fuzionat cu Comitetul pentru aplicarea legii, combaterea corupției, apărarea drepturilor și libertăților cetățenești, Gudimo devenind președinte al noului comitet.
Oleg Gudîmo este fondator și lider al partidului politic Voința Poporului din Transnistria (Narodnaya Volya), care promovează suveranitatea și recunoașterea internațională a republicii separatiste.
Într-un interviu acordat agenției de știri Infotag, Oleg Gudîmo a afirmat că nu există nici un fel de demilitarizare și nici nu va fi în regiunea nistreană, deoarece Moldova are dinți ascuțiți și planuri agresive în ce privește Republica Moldovenească Nistreană, iar OSCE și Republica Moldova nu fac nimic altceva decât să viseze ca Transnistria să nu aibă nimic .